# Partido Democrático Venezolano
El Partido Democrático Venezolano (PDV) fue un partido político venezolano de corte conservador o relacionado al conservadurismo y considerado en algunos aspectos autoritario por sus opositores. que estuvo por breve tiempo en la política nacional como maquinaria político-electoral durante la presidencia de Isaías Medina Angarita.

## Historia
Nace en 1941 bajo el nombre de Partidarios de las Políticas del Gobierno (PPG) por iniciativa del un grupo de simpatizantes del entonces presidente de Venezuela López Contreras para lanzar la candidatura del general Isaías Medina Angarita a las elecciones presidenciales de 1941. Pero en septiembre de 1943 en una asamblea del PPG se decide la transformación de la organización política cambiando su nombre a Partido Democrático Venezolano, basado en la concepción ideológica de democracia progresista. El nuevo partido estaba liderado por las clases altas y la élite intelectual, aunque pese a ello logró tener una amplia aceptación en los sectores populares por los programas sociales de Medina Angarita. 
Poco tiempo después de su fundación las Agrupaciones Cívicas Bolivarianas del expresidente Eleazar López Contreras se unen junto a su líder al Partido Democrático Venezolano con la intención de fortalecer el proceso de transición progresiva a la democracia.

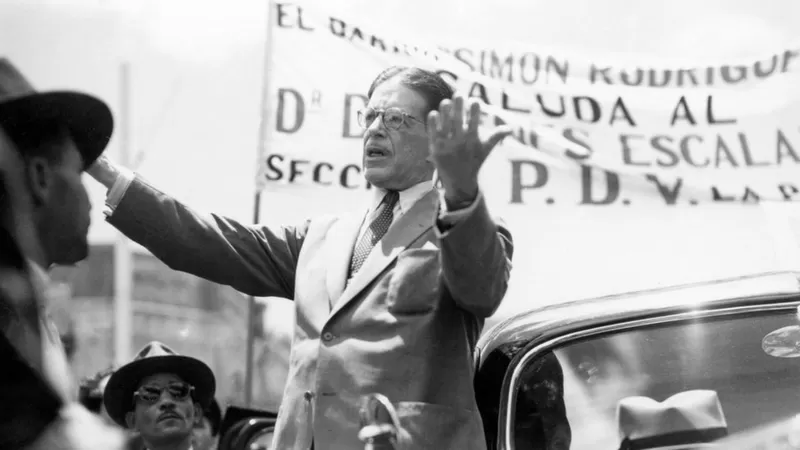
Campaña electoral de Diógenes Escalante en 1945.

Para las elecciones de 1946 el PDV decide postular al diplomático Diógenes Escalante, candidato que también fue apoyado por Acción Democrática (AD) principal partido de oposición, sin embargo la salud mental de Escalante empeora rápidamente y su candidatura es cambiada por la del ministro Ángel Biaggini que no era del agrado de AD.

## Disolución
En octubre de 1945 una logia de militares denominada Unión Militar Patriótica (UMP), con el apoyo del partido Acción Democrática, inicia un golpe de Estado que termina derrocando a isaías Medina Angarita e ilegalizando el PDV, con lo que se daba fin a su breve existencia como partido político, aunque algunos de los miembros seguían formando parte relevante en la palestra pública nacional.